# Bitwa morska pod Naupaktos
Bitwa morska pod Naupaktos – starcie zbrojne, które miało miejsce w roku 429 p.n.e. w pierwszej fazie drugiej wojny peloponeskiej – tzw. wojnie archidamijskiej (431 p.n.e.–421 p.n.e.)

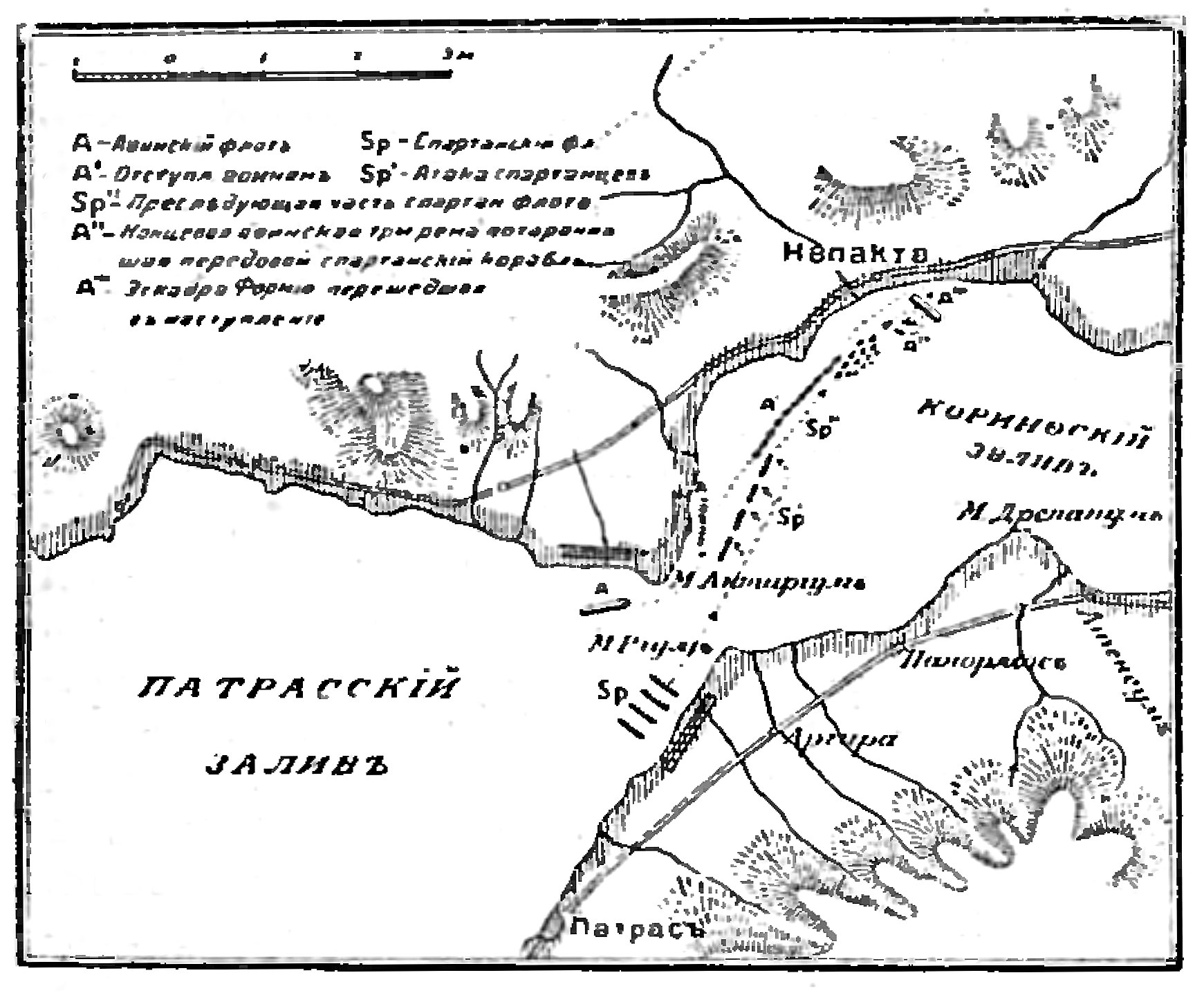
Bitwa morska pod Naupaktos

Po klęsce w bitwie koło przylądka Rhion flota peloponeska popłynęła do Kyllene, gdzie naprawiła uszkodzone jednostki i zwiększyła ich liczbę do 77. Dowodził nią strateg Knemon z  doradcami. Ateńczycy pod wodzą Formiona mieli do dyspozycji 20 trier, gdyż pozostałe odesłali do zadań na Krecie. 
Obie floty spotkały się w pobliżu Molykrejon, gdzie stanęły w odległości 5 km od siebie. Przez najbliższy tydzień flota peloponeska mimo przewagi liczebnej nie przystępowała do ataku; ostatecznie wypłynęła w kierunku północno-wschodnim, w czterech szeregach, na czele z 20 najszybszymi trierami, które upozorowały atak na Naupaktos. Spartanie zamierzali wywabić flotę Formiona i otoczyć ją, a następnie zniszczyć. Po dostrzeżeniu płynących okrętów ateńskich, Spartanie wykonali zwrot, atakując wroga frontalnie. Jedenastu okrętom ateńskim udało się ominąć przeciwnika i dopłynąć do Naupaktos. Pozostałe dziewięć wpadło w ręce zwycięzców, a załogi okrętów zostały wybite. Nielicznym udało się dopłynąć wpław do brzegu.
Tymczasem okręty ateńskie, które przedostały się do Naupaktos, zwróciły się dziobami w stronę morza, po czym zatopiły jedną z trier spartańskich, która zbytnio zbliżyła się do ich szyku. Pozostałe triery zatrzymały się w obawie przed atakiem. Kilka trier, które dotarły później, wskutek nieznajomości terenu wpadło na mieliznę. Wtedy Formion uderzył na zgrupowanie peloponeskie 10 trierami, zmuszając flotę przeciwnika do ucieczki w kierunku Panormos. W ręce Ateńczyków wpadło 6 jednostek z załogami. Odzyskano też utracone wcześniej własne okręty. Łącznie Ateńczycy zdobyli 18 trier przy stracie jednego okrętu.
Po walce flota peloponeska wycofała się do Koryntu. Ateńczycy zaś wsparci kolejnymi dwudziestoma okrętami,  przystąpili do blokady Zatoki Korynckiej.